# Distrito electoral local 11 de Tabasco
El Distrito Electoral Local 11 de Tabasco es uno de los 21 Distritos Electorales en los que se encuentra dividido el territorio del estado de Tabasco. Su cabecera es la ciudad de Tacotalpa, en el municipio de Tacotalpa, Tabasco.
Desde la redistritación de 2016 está formado por 28 secciones electorales ubicadas en el municipio de Jalapa, 9 en el municipio de Macuspana y 27 en el municipio de Tacotalpa.

## Distritación actual

### Distritación electoral de 2016
El 30 de noviembre de 2016, el acuerdo del Consejo Estatal del Instituto de Electoral y de Participación Ciudadana de Tabasco determinó establecer la cabecera del Distrito Electoral Local 11 de Tabasco en la ciudad de Tacotalpa, en el municipio de Tacotalpa, Tabasco y conformarlo de la siguiente manera:
- Municipio de Jalapa:  28 secciones electorales; de la 781 a la 808.
- Municipio de Macuspana: 9 secciones electorales; de la 883 a la 884, 927 , 935, de la 941 a la 942, 945, 949, y la sección 951.
- Municipio de Tacotalpa: 27 secciones electorales; de la 1036 ala 1062.

## Distritaciones anteriores

### Distritación electoral de 1996
La distritación electoral local de 1996 estableció el distrito en el municipio de Jalpa de Méndez y su cabecera distrital en la cabecera municipal, Jalpa de Méndez.

### Distritación electoral de 2002
La redistritación de 2002 mantuvo el distrito en el municipio de Jalpa de Méndez, con cabecera municipal en la cabecera municipal, Jalpa de Méndez.

### Distritación electoral de 2011
El acuerdo del Consejo Estatal del Instituto de Electoral y de Participación Ciudadana de Tabasco (IEPCT) publicado en el Periódico Oficial del Estado de Tabasco, el 24 de noviembre de 2011 estableció que el Distrito Electoral Local 11 de Tabasco tuviera cabecera en la ciudad de Villahermosa y cambió la ubicación geográfica a los municipios de Centro, Jalapa y Tacotalpa.

## Diputados por el distrito
| Diputado                        | Partido por el que fue electo (a)                                                                                          | Grupo Parlamentario                  | Legislatura       | Periodo                                           | Cabecera Distrital |
| ------------------------------- | --- | ------------------------------------ | ----------------- | ------------------------------------------------- | ------------------ |
| Ángel Pérez Ramos               | Partido Revolucionario Institucional                                                                                       | Partido Revolucionario Institucional | LVI Legislatura   | 1 de enero de 1998 - 31 de diciembre de 2000      | Jalpa de Méndez    |
| Francisco Mirabal Hernández     | Partido de la Revolución Democrática                                                                                       | Partido de la Revolución Democrática | LVII Legislatura  | 1 de enero de 2001 - 31 de diciembre de 2003      | Jalpa de Méndez    |
| Jesús Selván García             | Partido de la Revolución Democrática                                                                                       | Partido de la Revolución Democrática | LVIII Legislatura | 1 de enero de 2004 - 31 de diciembre de 2006      | Jalpa de Méndez    |
| Domingo García Vargas           | Coalición por el Bien de Todos Partido de la Revolución Democrática Partido del Trabajo Movimiento Ciudadano               | Partido de la Revolución Democrática | LIX Legislatura   | 1 de enero de 2007 - 31 de diciembre de 2009      | Jalpa de Méndez    |
| Marco Antonio Ulín Barjau       | Candidatura Común Partido Revolucionario Institucional Partido Nueva Alianza                                               | Partido Nueva Alianza                | LX Legislatura    | 1 de enero de 2010 - 31 de diciembre de 2012      | Jalpa de Méndez    |
| Ana Karen Mollinedo Zurita      | Coalición Movimiento Progresista por Tabasco Partido de la Revolución Democrática Partido del Trabajo Movimiento Ciudadano | Partido de la Revolución Democrática | LXI Legislatura   | 1 de enero de 2013 - 31 de diciembre de 2015      | Centro             |
| José Alfonso Mollinedo Zurita   | Candidatura Común Partido de la Revolución Democrática Partido Nueva Alianza                                               | Partido de la Revolución Democrática | LXII Legislatura  | 1 de enero de 2016 - 4 de septiembre de 2018      | Centro             |
| José Concepción García González | Movimiento Regeneración Nacional                                                                                           | Movimiento Regeneración Nacional     | LXIII Legislatura | 5 de septiembre de 2018 - 4 de septiembre de 2021 | Tacotalpa          |
| Luis Roberto Salinas Falcón     | Movimiento Regeneración Nacional                                                                                           | Movimiento Regeneración Nacional     | LXIV Legislatura  | Por iniciar                                       | Tacotalpa          |